# (14438) MacLean
(14438) MacLean (1992 HC2) – planetoida z pasa głównego asteroid okrążająca Słońce w ciągu 4,95 lat w średniej odległości 2,9 j.a. Odkryta 27 kwietnia 1992 roku.